# Temporada 2017 de la WNBA
La Temporada 2017 de la WNBA fue la vigesimoprimera en la historia de la Women's National Basketball Association. Comenzó el 13 de mayo y acabó el 4 de octubre con la victoria de las Minnesota Lynx, que lograban su cuarto título, derrotando en las finales en cinco partidos a Los Angeles Sparks.

## Clasificaciones

### Conferencia Este
| # | Conferencia Este         | G  | P  | PCT  | PD | Casa | Fuera | Conf. |
| - | ------------------------ | -- | -- | ---- | -- | ---- | ----- | ----- |
| 1 | Minnesota Lynx - (1)     | 27 | 7  | .794 | –  | 15–2 | 12–5  | 13–3  |
| 2 | Los Angeles Sparks - (2) | 26 | 8  | .765 | 1  | 16–1 | 10–7  | 12–4  |
| 3 | Phoenix Mercury - (5)    | 18 | 16 | .529 | 9  | 9–8  | 9–8   | 7–9   |
| 4 | Dallas Wings - (7)       | 16 | 18 | .471 | 11 | 10–7 | 6–11  | 7–9   |
| 5 | Seattle Storm - (8)      | 15 | 19 | .441 | 12 | 10–7 | 5–12  | 8–8   |
| 6 | San Antonio Stars - e    | 8  | 26 | .235 | 19 | 6–11 | 2–15  | 1–15  |

### Conferencia Oeste
| # | Conferencia Oeste        | G  | P  | PCT  | PD | Casa | Fuera | Conf. |
| - | ------------------------ | -- | -- | ---- | -- | ---- | ----- | ----- |
| 1 | New York Liberty - (3)   | 22 | 12 | .647 | -  | 13–4 | 9–8   | 10–6  |
| 2 | Connecticut Sun - (4)    | 21 | 13 | .636 | 1  | 12–5 | 9–6   | 10–6  |
| 3 | Washington Mystics - (6) | 18 | 16 | .529 | 4  | 11–6 | 7–10  | 12-4  |
| 4 | Chicago Sky - e          | 12 | 22 | .353 | 10 | 4–13 | 8–9   | 6–10  |
| 5 | Atlanta Dream - e        | 12 | 22 | .353 | 10 | 9–8  | 3–14  | 5–11  |
| 6 | Indiana Fever - e        | 9  | 25 | .265 | 13 | 6–11 | 3–14  | 4–12  |

## Playoffs
|  | 1ª ronda Partido único | 1ª ronda Partido único |                      |    | 2ª ronda Partido único | 2ª ronda Partido único |  |  | Semifinales Al mejor de 5 | Semifinales Al mejor de 5 |  |  | Finales Al mejor de 5 | Finales Al mejor de 5 |
|  |                        |                        |                      |    |                        |                        |  |  |                           |                           |  |  |                       |                       |
|  |                        |                        |                      |    |                        |                        |  |  |                           |                           |  |  |                       |                       |
|  |                        |                        |                      |    |                        |                        |  |  |                           |                           |  |  |                       |                       |
|  |                        |                        |                      |    |                        |                        |  |  |                           |                           |  |  |                       |                       |
|  |                        |                        |                      |    |                        |                        |  |  |                           |                           |  |  |                       |                       |
|  |                        |                        |                      |    |                        |                        |  |  |                           |                           |  |  |                       |                       |
|  |                        |                        |                      |    |                        |                        |  |  |                           |                           |  |  |                       |                       |
|  |                        |                        |                      |    |                        |                        |  |  |                           |                           |  |  |                       |                       |
|  |                        |                        |                      |    |                        |                        |  |  |                           |                           |  |  |                       |                       |
|  |                        |                        |                      |    |                        |                        |  |  |                           |                           |  |  |                       |                       |
|  |                        |                        |                      |    |                        |                        |  |  |                           |                           |  |  |                       |                       |
|  |                        |                        |                      |    |                        |                        |  |  |                           |                           |  |  |                       |                       |
|  | 2 Los Angeles Sparks   | 3                      |                      |    |                        |                        |  |  |                           |                           |  |  |                       |                       |
|  | 2 Los Angeles Sparks   | 3                      |                      |    |                        |                        |  |  |                           |                           |  |  |                       |                       |
|  |                        |                        | 5 Phoenix Mercury    | 0  |                        |                        |  |  |                           |                           |  |  |                       |                       |
|  |                        |                        | 5 Phoenix Mercury    | 0  |                        |                        |  |  |                           |                           |  |  |                       |                       |
|  |                        |                        |                      |    |                        |                        |  |  |                           |                           |  |  |                       |                       |
|  |                        |                        |                      |    |                        |                        |  |  |                           |                           |  |  |                       |                       |
|  | 4 Connecticut Sun      | 83                     |                      |    |                        |                        |  |  |                           |                           |  |  |                       |                       |
|  | 4 Connecticut Sun      | 83                     |                      |    |                        |                        |  |  |                           |                           |  |  |                       |                       |
|  |                        |                        | 5 Phoenix Mercury    | 88 |                        |                        |  |  |                           |                           |  |  |                       |                       |
|  | 5Phoenix Mercury       | 79                     | 5 Phoenix Mercury    | 88 |                        |                        |  |  |                           |                           |  |  |                       |                       |
|  | 5Phoenix Mercury       | 79                     |                      |    |                        |                        |  |  |                           |                           |  |  |                       |                       |
|  | 8Seattle Storm         | 69                     |                      |    |                        |                        |  |  |                           |                           |  |  |                       |                       |
|  | 8Seattle Storm         | 69                     | 1 Minnesota Lynx     | 1  |                        |                        |  |  |                           |                           |  |  |                       |                       |
|  |                        |                        | 1 Minnesota Lynx     | 1  |                        |                        |  |  |                           |                           |  |  |                       |                       |
|  |                        | 2 Los Angeles Sparks   | 2                    |    |                        |                        |  |  |                           |                           |  |  |                       |                       |
|  | 6Washington Mystics    | 2 Los Angeles Sparks   | 2                    | 86 |                        |                        |  |  |                           |                           |  |  |                       |                       |
|  | 6Washington Mystics    |                        |                      | 86 |                        |                        |  |  |                           |                           |  |  |                       |                       |
|  | 7Dallas Wings          | 76                     |                      |    |                        |                        |  |  |                           |                           |  |  |                       |                       |
|  | 7Dallas Wings          | 76                     | 3 New York Liberty   | 68 |                        |                        |  |  |                           |                           |  |  |                       |                       |
|  |                        |                        | 3 New York Liberty   | 68 |                        |                        |  |  |                           |                           |  |  |                       |                       |
|  |                        |                        | 6 Washington Mystics | 82 |                        |                        |  |  |                           |                           |  |  |                       |                       |
|  |                        |                        | 6 Washington Mystics | 82 |                        |                        |  |  |                           |                           |  |  |                       |                       |
|  |                        |                        |                      |    |                        |                        |  |  |                           |                           |  |  |                       |                       |
|  |                        |                        |                      |    |                        |                        |  |  |                           |                           |  |  |                       |                       |
|  | 1 Minnesota Lynx       | 3                      |                      |    |                        |                        |  |  |                           |                           |  |  |                       |                       |
|  | 1 Minnesota Lynx       | 3                      |                      |    |                        |                        |  |  |                           |                           |  |  |                       |                       |
|  |                        |                        | 6 Washington Mystics | 0  |                        |                        |  |  |                           |                           |  |  |                       |                       |
|  |                        |                        | 6 Washington Mystics | 0  |                        |                        |  |  |                           |                           |  |  |                       |                       |
|  |                        |                        |                      |    |                        |                        |  |  |                           |                           |  |  |                       |                       |
|  |                        |                        |                      |    |                        |                        |  |  |                           |                           |  |  |                       |                       |
|  |                        |                        |                      |    |                        |                        |  |  |                           |                           |  |  |                       |                       |
|  |                        |                        |                      |    |                        |                        |  |  |                           |                           |  |  |                       |                       |
|  |                        |                        |                      |    |                        |                        |  |  |                           |                           |  |  |                       |                       |
|  |                        |                        |                      |    |                        |                        |  |  |                           |                           |  |  |                       |                       |
|  |                        |                        |                      |    |                        |                        |  |  |                           |                           |  |  |                       |                       |
|  |                        |                        |                      |    |                        |                        |  |  |                           |                           |  |  |                       |                       |
|  |                        |                        |                      |    |                        |                        |  |  |                           |                           |  |  |                       |                       |

Semifinales
| Team                 | 1   | 2  | 3  |
| -------------------- | --- | -- | -- |
| 1 Minnesota Lynx     | 101 | 93 | 81 |
| 6 Washington Mystics | 81  | 83 | 70 |

| Equipo               | 1  | 2  | 3  |
| -------------------- | -- | -- | -- |
| 2 Los Angeles Sparks | 79 | 86 | 89 |
| 5 Phoenix Mercury    | 66 | 72 | 87 |

Finales de la WNBA
| Equipo               | 1  | 2  | 3  | 4  | 5  |
| -------------------- | -- | -- | -- | -- | -- |
| 1 Minnesota Lynx     | 84 | 70 | 64 | 80 | 85 |
| 2 Los Angeles Sparks | 85 | 68 | 75 | 69 | 76 |

## Galardones
| Galardón                                      | Ganadora             | Equipo             |
| --------------------------------------------- | -------------------- | ------------------ |
| MVP de la Temporada de la WNBA                | Sylvia Fowles        | Minnesota Lynx     |
| MVP de las Finales de la WNBA                 | Sylvia Fowles        | Minnesota Lynx     |
| Mejor Defensora de la WNBA                    | Alana Beard          | Los Angeles Sparks |
| Jugadora Más Mejorada de la WNBA              | Jonquel Jones        | Connecticut Sun    |
| Peak Performers de la WNBA (puntos)           | Brittney Griner      | Phoenix Mercury    |
| Peak Performers de la WNBA (rebotes)          | Jonquel Jones        | Connecticut Sun    |
| Peak Performers de la WNBA (asistencias)      | Courtney Vandersloot | Chicago Sky        |
| Mejor Sexta Mujer de la WNBA                  | Sugar Rodgers        | New York Liberty   |
| Rookie del Año de la WNBA                     | Allisha Gray         | Dallas Wings       |
| Premio a la Jugadora Más Deportiva de la WNBA | Sue Bird             | Seattle Storm      |
| Entrenador del Año de la WNBA                 | Curt Miller          | Connecticut Sun    |